# Haoshan (sockenhuvudort i Kina, Jiangxi Sheng, lat 29,88, long 116,79)
Haoshan är en sockenhuvudort i Kina. Den ligger i provinsen Jiangxi, i den sydöstra delen av landet, omkring 160 kilometer nordost om provinshuvudstaden Nanchang. Antalet invånare är 12 975.  Barn under 15 år utgör 21,0 %, vuxna 15-64 år 70 %, och äldre över 65 år 8,0 %.
Runt Haoshan är det ganska tätbefolkat, med 149 invånare per kvadratkilometer. Närmaste större samhälle är Madang, 17,6 km nordväst om Haoshan. I omgivningarna runt Haoshan växer i huvudsak blandskog.
Genomsnittlig årsnederbörd är 2 323 millimeter. Den regnigaste månaden är maj, med i genomsnitt 364 mm nederbörd, och den torraste är oktober, med 68 mm nederbörd.